# Château de Drakensteyn
Le château de Drakensteyn (parfois appelé Drakesteijn ou Drakestein) est un petit château situé dans le village de Lage Vuursche dans la municipalité de Baarn aux Pays-Bas. Il est la propriété de l'ancienne reine Beatrix qui l’a acheté en 1959 alors qu'elle était l'héritière du trône. Elle y a habité à partir de 1963. Après son mariage en 1966, elle a continué à y vivre avec son mari, Claus von Amsberg et leurs trois fils. 
Après son abdication en 2013, elle est retournée vivre au château le 2 février 2014.

## Traduction
- (en) Cet article est partiellement ou en totalité issu de l’article de Wikipédia en anglais intitulé « Drakensteyn » (voir la liste des auteurs).